# Modrová
Modrová (Veľká Modrovka, maďarsky Nagymodró, Nagy-Modró, německy Großmodro) je obec v západním Slovensku v okrese Nové Mesto nad Váhom. Žije zde 476 obyvatel.

## Poloha
Obec leží na úpatí Považského Inovce, asi 13 km jihovýchodně od Nového Města nad Váhom, rozloha je 1 167 ha. V katastrálním území obce se nachází část přírodní rezervace Kňaží vrch a část chráněného území Tematínské vrchy.

## Historie
První písemná zmínka o obci je z roku 1348.

## Památky
Nejvýznamnější dominantou obce je katolický kostel svatého Michala Archanděla, jehož věž pochází již z 12. století. Původní románská stavba byla za staletí upravena do dnešní barokní podoby.